# Гвардия наступления
«Гвардия наступления» (укр. Гвардія наступу) — рекрутинговая кампания Министерства внутренних дел Украины, имеющая целью формирование новых штурмовых бригад в составе Национальной гвардии Украины, Национальной полиции Украины и Пограничной службы Украины, цель которых освобождать временно оккупированные Россией территории Украины. Фактически, воссоздание территориальных органов МВД оккупированной АР Крым, в частности, подразделений Крымского ОТО НГ Украины, Азово-Черноморского РУ ГПСУ и региональных управлений полиции.

## Формирования
| Эмблема | Прозвище           | Название                                                                | Принад- лежность |
| ------- | ------------------ | ----------------------------------------------------------------------- | ---------------- |
|         | «Ураган»           | 1-я Президентская бригада оперативного назначения имени Петра Дорошенко | НГУ              |
|         | «Спартан»          | 3-я бригада оперативного назначения имени Петра Болбочана               | НГУ              |
|         | «Рубеж»            | 4-я бригада оперативного назначения имени Сергея Михальчука             | НГУ              |
|         | «Азов»             | 12-я бригада специального назначения                                    | НГУ              |
|         | «Хартия»           | 13-я бригада оперативного назначения                                    | НГУ              |
|         | «Красная калина»   | 14-я бригада оперативного назначения имени Ивана Богуна                 | НГУ              |
|         | «Кара-Даг»         | 15-я бригада оперативного назначения имени Богдана Завады               | НГУ              |
|         | «Лють»             | Объединённая штурмовая бригада Национальной полиции Украины             | НПУ              |
|         | «Месть»            | 3-й пограничный отряд имени Евгения Пикуса                              | ГПСУ             |
|         | «Стальная граница» | 15-й мобильный пограничный отряд                                        | ГПСУ             |
|         | «Харт»             | Донецкий пограничный отряд                                              | ГПСУ             |
|         | «Форпост»          | Краматорский пограничный отряд                                          | ГПСУ             |